# Jules Bonnet
Pour les articles homonymes, voir Bonnet.
Jules Bonnet, né à Nîmes le 30 juin 1820 et mort le 23 mars 1892 dans la même ville, est un historien du protestantisme. Il est membre de l'Académie des sciences morales et politiques.

## L’œuvre et l'homme

### Biographie
Jules Bonnet est issu d'une « vieille » famille de La Calmette.
Entré à l'École normale supérieure en 1839 après de brillantes études, Jules Bonnet, prend un premier poste à Mâcon. Pour lui la messe et la confession sont créations humaines. Ce propos, dénoncé devant le recteur lui vaut sa mise en congé définitive.
En 1846, Mignet le charge d'éditer la correspondance de Jean Calvin. Huit ans plus tard, il en sort une première publication, en deux volumes, des Lettres françaises de Calvin. Adhérent à la Société de l'histoire du protestantisme français. Il publie une histoire de la Réforme en Italie, 
Entré au comité de la SHPF, Jules Bonnet en devint le secrétaire en 1865. Ses récits du Seizième Siècle, publiés pour le tricentenaire de la mort de Calvin sortent de presse en 1869. Ils sont suivis l'année suivants de nouveaux récits.
À l’automne de 1879, Jules Bonnet visite la région des Cévennes et découvre le Mas Soubeyran, ferme du dernier des camisards, menacée de vente. Il ouvre une souscription pour le rachat de la maison Roland. La souscription est lancée l'année suivante et permet le rachat de cette ferme en 1883. Trente ans plus tard, dans le même esprit, naissait le musée du Désert.
Après avoir œuvré à l'unité des mouvements réformés européens, il meurt en 1892. Sa dernière œuvre, publiée peu de temps après sa mort porte de nouveau sur Calvin, et ses rapports avec Renée de France.

### Son apport à l'histoire
Jules Bonnet est un tempérament passionné, il écrit en 1867 : 
« Ce n'est pas un médiocre honneur pour nous que de converser familièrement avec un Calvin, un Coligny, un Rohan, un Antoine Court. Pour raconter dignement de tels hommes, il faut leur ressembler par quelques traits. L'idéal de l'historien protestant se confond presque avec celui de ses héros, plus épris de devoir que de gloire, de justice et de vérité que de succès, et se révélant au monde par je ne sais quoi d'austère et de pur, qui est le sceau de la vraie grandeur. »
Son travail consiste souvent à exhumer des biographies de personnages que l'histoire officielle a écarté, et dont l'importance apparaît mieux encore aujourd'hui qu'au XIXe siècle. Lefebvre d'Étaples, Curione, Juan Diaz, Mathurin Cordier, Sébastien Castellion,  Aonio Paleario, ou Jean V de Parthenay dont il publie les mémoires recueillis par le mathématicien François Viète. Sur ce sujet, ses travaux et ceux de Benjamin Fillon  rencontrent ceux de Frédéric Ritter de Charles Dugast-Matifeux, comme il le souligne dans un article du Bulletin.
Ferdinand Buisson dira de lui dans la préface de son monument Sébastien Castellion, sa vie et son œuvre : 
«  Quelques années plus tard un érudit français dont l’érudition se fait oublier tant elle est aimable, M. Jules Bonnet, publiait dans le Bulletin de la Société d’histoire du protestantisme français (2e série, t. III), et ensuite dans ses Nouveaux récits du XVIe siècle (Paris, Fischbacher, 1870, in-18), une étude attachante, écrite avec son élégance et son charme ordinaires sur « Sébastien Castalion ou la tolérance au XVIe siècle  »
Pour les historiens modernes du protestantisme, son rôle est remarquable :
«  Peu de textes du réformateur (Calvin) étaient encore accessibles au début des années 1850. Le Bulletin a joué sur ce plan un rôle non négligeable, à côté des travaux de J. Bonnet (édition des Lettres françaises) et parallèlement à l’entreprise de l’édition des Calvini opera  et c'est en quoi  Le rôle de Jules Bonnet dans la réorientation du Bulletin (puis celui de Nathanaël Weiss), sont notables. »
L’Académie française lui décerne son prix Bordin en 1865 pour ses ouvrages Récits du XVIe siècle, Aonio Paleario, étude sur la Réforme en Italie et Olympia Morata

### Œuvres
- Vie d'Olympia Morata: épisode de la renaissance et de la réforme en Italie, à Paris (Ducloux) 1850 en ligne.
- Lettres de Jean Calvin publiées par Jules Bonnet, Paris 1854 Tome 1, en ligne (en) Letters of John Calvin:available here ou ici, sur Gallica (Tome 2).
- Six lettres de Catherine de Navarre à M. de Bèze », Bulletin de la Société de l’Histoire du Protestantisme Français, 1854, p. 142, 149-150, 151-156.
- Deux lettres de Catherine de Navarre à Madame, sœur du Roy », Bulletin de la Société de l’Histoire du Protestantisme Français, 1854, p. 146-151.
- Sonnets et stances de Catherine de Navarre », Bulletin de la Société de l’Histoire du Protestantisme Français, 1854, p. 142-146.
- Calvin au Val d'Aoste, mémoire de 1861  en ligne.
- Aonio Paleario, chez Michel Levy, Paris 1863 en ligne, (en) Aonio Paleario translated from the French available here.
- Récits du seizième siècle, publiés à Paris (Grassart) en 1864 en ligne.
- L’entrevue de Bayonne en 1565 et la question de la Saint-Barthélemy d’après une récente publication (F. Combes) », Bulletin de la Société de l’Histoire du Protestantisme Français, 1882, p. 512-518.